# Fighting Demons
Fighting Demons —en español: Luchando contra los demonios— es el cuarto álbum de estudio del rapero estadounidense Juice WRLD y el segundo álbum póstumo luego de su muerte por sobredosis de drogas el 8 de diciembre de 2019. Fue lanzado el 10 de diciembre de 2021 por Grade A Productions e Interscope Records. El álbum cuenta con apariciones especiales de Justin Bieber, Polo G, Trippie Redd y Suga. El álbum sirve como enlace para un documental producido por HBO titulado Juice Wrld: Into the Abyss, que se lanzó el 16 de diciembre de 2021.

## Antecedentes
Un mes después de la muerte de Juice WRLD el 28 de enero de 2020, se informó que el difunto rapero tenía más de 2000 canciones inéditas suficientes para varios álbumes póstumos con 26 de estas canciones filtradas en SoundCloud, una semana antes.
El 23 de octubre de 2020, el manager de Juice WRLD, Lil Bibby, confirmó que se estaba preparando un segundo álbum póstumo.
El 8 de julio de 2021, se lanzó un avance y un enlace de guardado previo para el segundo álbum póstumo de Juice WRLD junto con el título del álbum, The Party Never Ends, que se esperaba que se dividiera en tres partes con diferentes géneros, incluidos "triste" y "bombo" canciones. Sin embargo, en octubre, el álbum fue cancelado para otro álbum que finalmente se convirtió en Fighting Demons. El mes siguiente, Lil Bibby dijo que The Party Never Ends sería un álbum de seguimiento de Fighting Demons programado para ser lanzado en 2022.

## Lanzamiento y promoción
El 11 de noviembre de 2021, Grade A Productions, junto con la madre de Juice Wrld, Carmela Wallice, anunciaron el álbum con la fecha de lanzamiento proyectada para el 10 de diciembre de 2021. El primer sencillo del proyecto, "Already Dead", se lanzó el mismo día.
El segundo sencillo, "Wandered to LA", con el cantante canadiense Justin Bieber, fue lanzado el 3 de diciembre de 2021, menos de una semana antes del lanzamiento oficial del álbum. La canción fue vista previa por Juice Wrld a través de una transmisión en vivo en 2018, con el verso de Bieber incluido póstumamente.

### Sencillos promocionales
En julio de 2021, un fragmento de la canción "Girl of My Dreams", que fue una colaboración con el rapero surcoreano Suga de BTS, fue visto previamente en Instagram por el cofundador de las producciones de Grade A, Lil Bibby. Fue lanzado como sencillo promocional junto con el proyecto final el 10 de diciembre de 2021.

## Lista de canciones
| N.º | Título                                | Producido (s)  | Duración |  |
| 1.  | «Burn»                                | Metro Boomin   | 3:37     |  |
| 2.  | «Already Dead»                        | Nick Mira      | 3:51     |  |
| 3.  | «You Wouldn't Understand»             | Gezin          | 2:50     |  |
| 4.  | «Wandered to LA» (con Justin Bieber)  | Louis Bell     | 3:08     |  |
| 5.  | «Eminem Speaks»                       |                | 2:13     |  |
| 6.  | «Rockstar in His Prime»               | T-Minus        | 3:00     |  |
| 7.  | «Doom»                                | Take a Daytrip | 3:37     |  |
| 8.  | «Go Hard»                             | KBeaZy         | 2:14     |  |
| 9.  | «Juice Wrld Speaks»                   |                | 1:29     |  |
| 10. | «Not Enough»                          | Dr. Luke       | 2:51     |  |
| 11. | «Feline» (con Polo G y Trippie Redd)  | Mira           | 3:32     |  |
| 12. | «Relocate»                            | Mira           | 3:28     |  |
| 13. | «Juice Wrld Speaks 2»                 | Rex Kudo       | 3:10     |  |
| 14. | «Until the Plug Comes Back Around»    | Gezin          | 2:53     |  |
| 15. | «From My Window»                      | Mira           | 3:07     |  |
| 16. | «Girl of My Dreams» (con Suga de BTS) | Lord           | 3:46     |  |
| 17. | «Feel Alone»                          | Danny Wolf     | 3:50     |  |
| 18. | «My Life in a Nutshell»               | Mira           | 3:09     |  |

| Edición completa |               |               |          |  |
| N.º              | Título        | Producido (s) | Duración |  |
| 8.               | «Go Hard 2.0» | KBeaZy        | 3:35     |  |

| Edición extendido |              |               |          |  |
| N.º               | Título       | Producido (s) | Duración |  |
| 3.                | «Cigarettes» | Mira          | 3:47     |  |